# Olly Alexander
Oliver Alexander Thornton (Harrogate, 15 de juliol de 1990) és un cantant i actor anglès. Va assolir protagonisme com a cantant principal de la banda pop Years & Years que van aconseguir dos àlbums número u a la Llista d'àlbums del Regne Unit, un senzill número u i cinc entrades entre els deu primers Llista de singles del Regne Unit. Com a actor, va arribar a elogis de la crítica per la seva interpretació de Ritchie Tozer a la sèrie dramàtica Canal 4 It's a Sin (2021).
Està preparat per representar el Regne Unit al Festival de la Cançó d'Eurovisió 2024 a Malmö, Suècia.

## Biografia
Oliver Alexander Thornton va néixer el 15 de juliol de 1990 a Harrogate, North Yorkshire. La seva mare, Vicki Thornton, va ser un dels fundadors del Coleford Festival de música. Alexander va assistir a l'escola primària de St John a Coleford i Escola Integral de Monmouth. Mentre estava a Monmouth Comprehensive School, va actuar en dues obres de teatre escolar: Guys and Dolls, com Benny, i The Caucasian. Cercle de guix, com el caporal. Després de completar els seus GCSE, Alexander va estudiar arts escèniques al Hereford College of Arts. The New York Times va informar que va escriure la seva primera cançó sobre el del seu pare. Els seus pares es van separar quan ell tenia 13 anys, i ell i el seu germà Ben, que és autista, van ser criats només per la seva mare.

## Carrera

### Actor
Alexander va començar la seva carrera en pel·lícules com Summerhill i Bright Star (2009). Ha participat a Tormenteu, Enter the Void (2010), de la estrenada el 2011 The Dish & the Spoon (2012). També va col·laborar amb el guió i la banda sonora de la pel·lícula independent Great Expectations, de Gaspar Noé.
El 2013 va interpretar Peter Pa a l'obra Peter i Alice al West End, juntament amb Ben Whishaw i Judi Dench. The Riot Club. Aquest mateix any va treballar a la pel·lícula Belle and Sebastian, cantant de Stuart Murdoch, on també canta i toca la guitarra. La pel·lícula va ser escrita i dirigida per God Help the Girl, com Jakob. El 2014 va interpretar un dels personatges principals a Skins. Aquest mateix any va obtenir un paper secundari a la sèrie Judi Dench.

### Músic
El 2010, Alexander es va unir a la banda Years & Years com a vocalista principal, després que el guitarrista Mikey Goldsworthy ho sentís cantar a la dutxa i notés que tenia "una bona veu". El primer senzill, «Traps», va ser publicat el setembre de 2013. La banda va llançar el seu segon senzill, «Real», a iTunes, al febrer de 2014. El vídeo va comptar amb la participació de Ben Whishaw i de Nathan Stewart-Jarrett. El senzill King, va ocupar el lloc número u el març de 2015. Ell 2024 representarà el Regne Unit al Festival de la Cançó d'Eurovisió 2024 a Malmö, Suècia.

## Filmografia

### Pel·lícules
| Any  | Pel·lícula                       | Paper          | Notes                      |
| ---- | -------------------------------- | -------------- | -------------------------- |
| 2008 | Summerhill                       | Ned            | Pel·lícula per a televisió |
| 2009 | Bright Star                      | Tom Keats      |                            |
| 2009 | Tormenteu                        | Jason Banks    |                            |
| 2009 | Enter the Void                   | Victor         |                            |
| 2009 | Dust                             | Elias          |                            |
| 2010 | The Fades                        | Ell mateix     |                            |
| 2010 | Gulliver's Travels               | Príncep August |                            |
| 2010 | The Dish & the Spoon             | Boy            |                            |
| 2012 | Great Expectations               | Herbert Pocket |                            |
| 2012 | Cheerful Weather for the Wedding | Tom            |                            |
| 2013 | Le Week-End                      | Michael        |                            |
| 2014 | God Help the Girl                | James          |                            |
| 2014 | The Riot Club                    | Toby Maitland  |                            |
| 2015 | Funny Bunny                      | Titty          |                            |

### Televisió
| Any  | Títol          | Paper          | Notes                                 |
| ---- | -------------- | -------------- | ------------------------------------- |
| 2009 | Lewis          | Hayden Wishart | Episodi "Allegory of Love"            |
| 2013 | Skins          | Jakob          | Episodi "Pure" Part 1 i 2             |
| 2014 | Penny Dreadful | Fenton         | Episodis "Resurrection" i "Demimonde" |
| 2021 | It's a Sin     | Ritchie Tozer  | Protagonista                          |

### Teatre
| Any  | Títol           | Teatre               |
| ---- | --------------- | -------------------- |
| 2010 | The Aliens      | Bush Theatre         |
| 2012 | Mercury Fur     | Old Red Lion Theatre |
| 2013 | Peter and Alice | Noël Coward Theatre  |